# 1794 v hudbě

Titulní strana francouzských novin "a paris".

Tento článek obsahuje události související s hudbou, které proběhly v roce 1794.

## Klasická hudba
- Ludwig van Beethoven - String Trio, Op. 3
- William Billing  - The Continental Harmony
- Domenico Cimarosa - Il trionfo della fede
- Muzio Clementi -
  - Violin Sonata in C major, Op.30
  - Flute Sonata in A major, Op.31
  - 3 Piano Sonatas, Op. 33
  - Piano Trio, WO 6

## Opery
- Luigi Cherubini - Eliza
- Domenico Cimarosa -
  - Le astuzie femminili
  - Penelope
- Francois-Joseph Gossec -  Le triomphe de la République

## Narození
- 9. dubna – Theobald Böhm – německý flétnista, skladatel a vynálezce († 25. listopadu 1881)
- 6. ledna - Kašpar Mašek, český skladatel († 13. května 1873)